# Lübeck
Lübeck este un oraș în landul Schleswig-Holstein, Germania. Lübeck are statutul administrativ de district urban. 

## Istoric
Orașul a fost fondat în secolul al XII-lea. În evul mediu a fost capitala Ligii Hanseatice și până în secolul al XVI-lea unul dintre cele mai importante orașe europene. Și astăzi în comerțul maritim german, mai ales cu țările nordice, Lübeck are o mare importanță. În ciuda distrugerilor din cel de al Doilea Război Mondial orașul vechi (clădiri din secolele XV - XVI, monumente, biserici, depozite de mărfuri) a rămas în mare parte intact.
În anul 1942 poliția politică Gestapo a arestat trei preoți catolici și un pastor protestant din oraș, deveniți incomozi pentru regimul nazist. Cei patru clerici, cunoscuți drept Martirii din Lübeck, au fost executați unul după altul, în data de 10 noiembrie 1943.

## Monumente
Centrul istoric vechi din Lübeck a fost înscris în anul 1987 pe lista patrimoniului cultural mondial UNESCO.

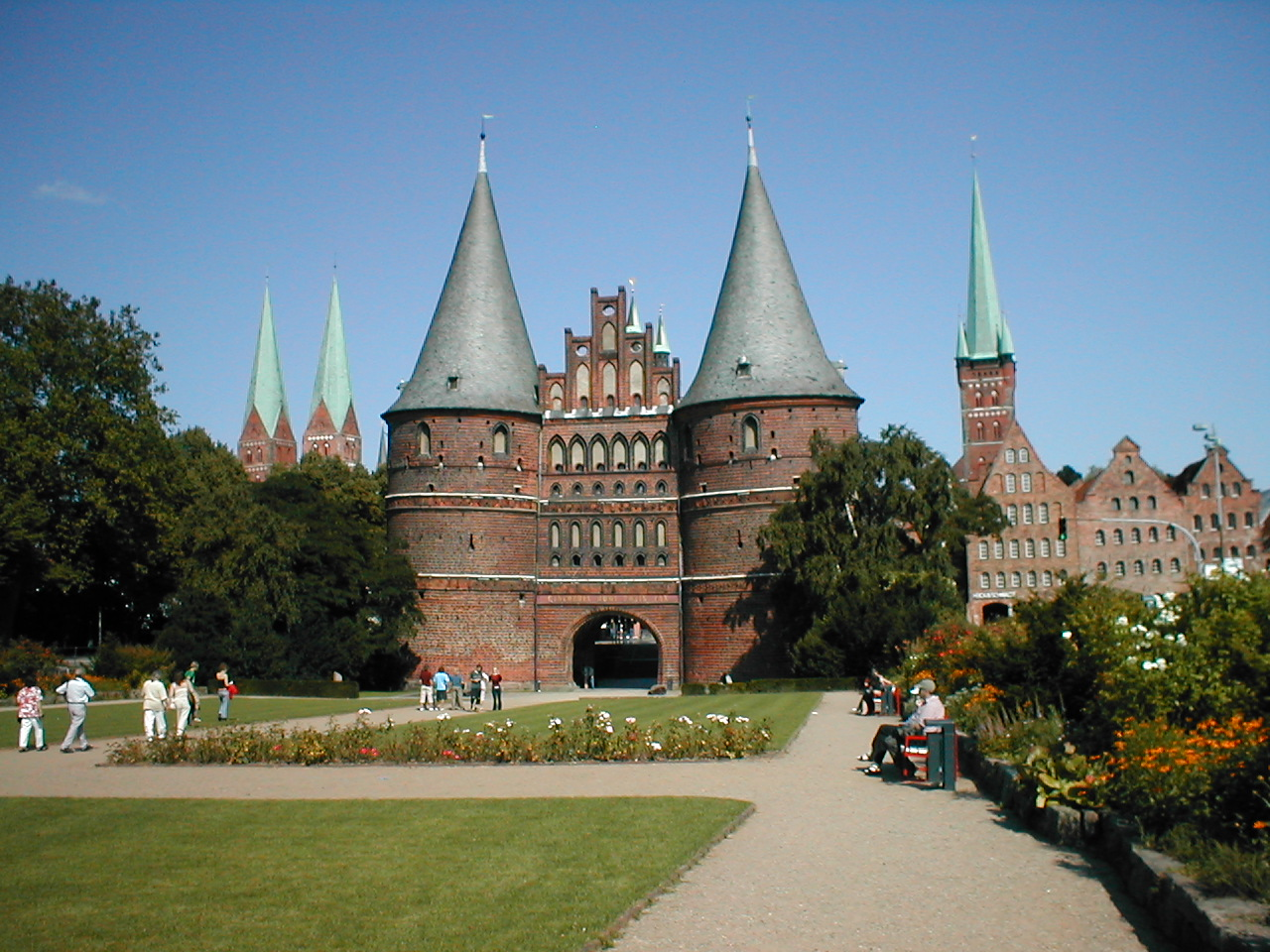
Lübeck:Poarta Holstentor (simbolul orașului)

## Personalități
- Ernst Curtius (1814 – 1896), istoric și arheolog, specialist în istoria Greciei și Romei antice;
- Heinrich Mann (1871–1950), romancier;
- Thomas Mann (1875–1955), scriitor, laureat al Premiului Nobel pentru Literatură;
- Haim Cohen (1911–2002), jurist israelian, oponent al pedepsei cu moartea;
- Willy Brandt (1913–1992), cel de-al patrulea cancelar federal al Germaniei;
- Rose Marie Dähncke (n. 1925), botanistă;
- Günter Grass (1927–2015), scriitor, laureat al Premiului Nobel;
- Björn Engholm (n. 1939), politician.